# Un mari en laisse
Pour plus de détails, voir Fiche technique et Distribution.
Un mari en laisse (If a Man Answers) est un film américain réalisé par Henry Levin, sorti en 1962. Le film met en scène Sandra Dee et Bobby Darin qui étaient alors mariés.

## Synopsis
Chantal est une femme mondaine. Elle épouse Eugene, un photographe, mais une amie tente de briser leur couple.

## Fiche technique
- Titre : Un mari en laisse
- Titre original : If a Man Answers
- Réalisation : Henry Levin
- Scénario : Richard Morris et Winifred Wolfe
- Musique : Hans J. Salter
- Photographie : Russell Metty
- Montage : Milton Carruth
- Production : Ross Hunter
- Société de production : Ross Hunter Productions et Universal Pictures
- Société de distribution : Universal Pictures (États-Unis)
- Pays :  États-Unis
- Genre : Comédie romantique
- Durée : 102 minutes
- Dates de sortie : 
  - États-Unis : 10 octobre 1962
  - France : 28 juin 1963

## Distribution
- Sandra Dee : Chantal Stacy
- Bobby Darin : Eugene Wright
- Micheline Presle : Germaine Stacy
- John Lund : John Stacy
- Cesar Romero : Robert Swan / Adam Wright
- Stefanie Powers : Tina
- Christopher Knight : Richard
- Ted Thorpe : Florist
- Roger Bacon : le messager
- John Bleifer : M. Riordan

## Distinctions
- Golden Globes 1963[1]
  - nommé au Golden Globe du meilleur comique
  - nommé au Golden Globe du meilleur acteur dans un second rôle pour Cesar Romero